# Vremenski slijed osnivanja crkvenih redova
Vremenski slijed osnivanja crkvenih redova.
IV.st. Pavlini
528. Benediktinci
1084. Kartuzijanci
1098. Cisterciti
1118. Red siromašnih vitezova Krista i Salomonova hrama (Templari)
1120. Ivanovci
1208. Franjevci
1209. Karmelićani
1215. Dominikanci
1256. Augustinski heremiti
1312. Ukinuće Templara
1451. Bosonoge Karmelićanke
1524. Teatinci
1530. Barnabiti
1540. Isusovci
1634. Sestre milosrdnice
1663. Trapisti
1732. Redemptoristi
1741. Pasionisti
1773. ukinuće Isusovaca
1834. Klanjateljice Krvi Isusove
1835. Palotinci
1848. Družba Duha Svetoga
1858. Isusovci, obnovljen red
1859. Salezijanci
1875. Verbiti
1878. Dehonijanci
1942. Sestre Milosrdnog Isusa
1975. Zajednica svetog Ivana
1976. Bratstvo Jeruzalema